# Caryn Davies
Caryn Davies (nascuda el 14 d'abril de 1982 a Ithaca, Nova York) és una remadora estatunidenca. Davies va competir als Jocs Olímpics de Pequín 2008 i va guanyar una medalla d'or als Vuit amb timoner femení. Als Jocs Olímpics d'Atenes 2004 Davies va guanyar una medalla de plata. Davies es va graduar de la preparatòria Ithaca i va remar amb el club de rems Cascadilla Boat Club, i també és part del Radcliffe College.